# 용수동 당산
용수동 당산(龍水洞 堂山)은 대구광역시 동구 용수동, 용수마을에 있는 당산이다. 1995년 5월 12일 대구광역시의 민속문화재 제4호로 지정되었다.

## 개요
팔공산 동화사로 가는 길목의 왼쪽 골짜기에는 용수 마을이 자리하고 있다. 마을에는 직접적인 신앙의 대상물이 되고 있는 당산이 있는데, 여러 그루의 나무사이에 크고 작은 자연석을 둥글게 쌓아 올려 비교적 매끄러운 모습을 간직하고 있다.
이곳에서 마을의 안녕과 번영을 기원하는 제사를 지내는데, 제사비용은 마을 공동으로 마련하고, 마을 어른들이 모여 제관을 정하게 된다. 선출된 제관은 제사 당일 마을 앞 개울에서 목욕재개한 후 혼자서 제사를 올린다. 마을에 전하는 바에 따르면 이 마을에 맨 처음 자리잡고 살게 된 ‘배씨(裵氏)’와‘구씨(具氏)’가 마을 입구에 나무를 심고 돌을 쌓아 제사를 지내기 시작한데서 이 당산이 유래되었다고 한다.
마을 주민이 한 자리에 모여 함께 진행하던 당굿과 동제의 풍습은 1970년대 후반부터 자취를 감추었지만 당산만은 여전히 마을을 지키는 수호신으로서 당당한 자리매김을 하고 있다.

## 참고 자료
- 용수동당산 - 국가유산청 국가유산포털